# پراسپکت (مجله)
پراسپکت یک مجله ماهانه بریتانیایی است که به موضوع سیاست، اقتصاد و امور جاری اختصاص دارد. موضوعاتی را که تحت پوشش قرار می‌دهد شامل سیاست بریتانیا و سایر کشورهای اروپایی و همچنین ایالات متحده، مسائل اجتماعی، هنر، ادبیات، سینما، علم، رسانه، تاریخ، فلسفه و روان‌شناسی است. پراسپکت دارای ترکیبی از مقالات تحلیلی مفصل، گزارش اول شخص، ستون‌های تک صفحه‌ای و مطالب کوتاه‌تر است.

## پس زمینه
این مجله در ماه اکتبر ۱۹۹۵ توسط دیوید گودهارت، خبرنگار ارشد روزنامه فایننشال تایمز (FT) و ریاست درک کومبز منتشر شد. گودهارت در حالی که به عنوان خبرنگار شهر بن برای روزنامه فایننشال تایمز رویداد اتحاد مجدد آلمان را پوشش می‌داد، ایده تولید یک مجله ماهانه مبتنی بر مقاله را مطرح کرد - نوعی از مجله که در آن زمان در بریتانیا نا آشنا بود.
برخی از فرهیختگان برجسته از جمله اقتصاددانان جوزف استیگلیتز، سن و انگوس دیتون، نویسندگانی مانند لیونل شریور، کلایو جیمز، تونی موریسون و مارگارت اتوود، و همچنین دانشمندانی مانند مارتین ریس در مجله پراسپکت حضور داشته‌اند. از ویژگی‌های قابل توجه این مجله می‌توان به مناظره دو نویسنده با دیدگاه‌های متضاد، بحث و گفتگو بین یک سری از کارشناسان با دیدگاه‌های متفاوت، که متن ویرایش شده آن در مجله منتشر شده است، و مصاحبه با شخصیت‌های سیاسی و فرهنگی (به عنوان مثال اورهان پاموک، پال ولفوویتز و هیلاری منتل) اشاره کرد.
پراسپکت در ماه اکتبر ۲۰۰۵ با انتشار فهرستی از ۱۰۰ روشنفکر برتر جهان که شامل ضیاءالدین سردار، نوآم چامسکی، اومبرتو اکو، ریچارد داوکینز، استیون پینکر و کریستوفر هیچنز بود، در سطح جهان مورد توجه قرار گرفت. وقتی مجله از خوانندگان خواست به روشنفکر برتر در لیست معرفی شده رای دهند، چامسکی عنوان برنده را به دست آورد. لیست‌های بعدی همچنان مورد توجه قرار گرفتند. داوکینز در سال ۲۰۱۳ مقام اول را کسب کرد. آمارتیا سن در سال ۲۰۱۴ برنده شد و توما پیکتی در سال ۲۰۱۵ انتخاب شد. پس از چهار سال غیبت، اهداء این جایزه توسط کوچر بیرکار در سال ۲۰۱۹ دوباره راه‌اندازی شد.